# Alstom Traxx
Traxx ist die Wortmarke, die der Schienenfahrzeughersteller Alstom seit Sommer 2023 für seine Lokomotiven verwendet.

## Geschichte
Die Wortmarke TRAXX in Großbuchstaben wurde 2004 von Bombardier Transportation eingetragen. Sie steht für Transnational Railway Applications with extreme flexibility (deutsch Grenzüberschreitende Bahnanwendungen mit extremer Flexibilität) und wurde ursprünglich von Bombardier für eine Familie von elektrischen und dieselelektrischen Lokomotiven verwendet, die in Europa eingesetzt werden. Mit der Übernahme von Bombardier Transportation durch Alstom im Januar 2021 gingen die Markenrechte auf den neuen Eigentümer über. Im Sommer 2023 weitete Alstom die Nutzung der Wortmarke auf die gesamte Lokomotivpalette aus und stellte die Nutzung der eigenen Wortmarke Prima vollständig ein. Gleichzeitig wurde die Kommunikation auf die journalistische Schreibweise Traxx umgestellt und zusätzliche Wortmarken angemeldet.
Die zusätzlichen Marken werden von Alstom wie folgt eingesetzt:
Traxx ShunterRangierlokomotiven, wie Prima H3 und H4
Traxx PassengerPersonenzuglokomotiven, darunter die Bombardier-Traxx-Lokomotiven mit Hohlwellenantrieb
Traxx UniversalUniversallokomotiven der Bombardier-Traxx-Plattform mit Tatzlagerantrieb
Traxx Haulerschwere Güterzuglokomotiven, wie die indische WAG-12, AZ8A in Aserbaidschan und die südafrikanische TFR-Klasse 23E